# Bahnstrecke Barre Transfer–Barre
| Streckenlänge: | 9 km                 |                                                     |                                                     |
| Spurweite: | 1435 mm (Normalspur) |                                                     |                                                     |
| |                      |                                                     |                                                     |
| \| \| \| von Wells River \| \| \| \| \| Barre Transfer VT \| \| \| \| \| nach Montpelier \| \| \| \| \| Verbindung zur Strecke Montpelier Jct.–Williamstown \| \| \| \| \| Verbindung nach Montpelier \| \| \| \| \| \| \| \| \| \| Verbindung zur Strecke Montpelier Jct.–Williamstown \| \| \| \| \| Straßenbahn Montpelier–Barre \| \| \| \| \| \| \| \| \| \| Industrieanschluss \| \| \| \| \| von Montpelier Jct. und Williamstown \| \| \| \| \| Barre VT \| \| \| \| \| nach Graniteville \| \| |                      |                                                     |                                                     |
| Strecke (außer Betrieb) |                      | von Wells River                                     | von Wells River                                     |
| Betriebs-/Güterbahnhof Strecke bis hier außer Betrieb |                      | Barre Transfer VT                                   | Barre Transfer VT                                   |
| Abzweig geradeaus und ehemals nach rechts |                      | nach Montpelier                                     | nach Montpelier                                     |
| Abzweig ehemals geradeaus und nach rechts |                      | Verbindung zur Strecke Montpelier Jct.–Williamstown | Verbindung zur Strecke Montpelier Jct.–Williamstown |
| Abzweig geradeaus und von rechts (Strecke außer Betrieb) |                      | Verbindung nach Montpelier                          | Verbindung nach Montpelier                          |
| Strecke (außer Betrieb) |                      |                                                     |                                                     |
| Abzweig ehemals geradeaus und von rechts |                      | Verbindung zur Strecke Montpelier Jct.–Williamstown | Verbindung zur Strecke Montpelier Jct.–Williamstown |
| Kreuzung (Querstrecke außer Betrieb) |                      | Straßenbahn Montpelier–Barre                        | Straßenbahn Montpelier–Barre                        |
| Strecke |                      |                                                     |                                                     |
| Abzweig geradeaus und ehemals von rechts |                      | Industrieanschluss                                  | Industrieanschluss                                  |
| Abzweig geradeaus und ehemals von rechts |                      | von Montpelier Jct. und Williamstown                | von Montpelier Jct. und Williamstown                |
| Dienststation / Betriebs- oder Güterbahnhof |                      | Barre VT                                            | Barre VT                                            |
| Strecke |                      | nach Graniteville                                   | nach Graniteville                                   |

Die Bahnstrecke Barre Transfer–Barre ist eine eingleisige Eisenbahnstrecke in Vermont (Vereinigte Staaten). Sie ist neun Kilometer lang und verbindet die Stadt Barre mit der Bahnstrecke Montpelier–Wells River. Nur der südliche Abschnitt der Strecke ist noch in Betrieb und wird von den Zügen der Washington County Railroad befahren. Auf dem nördlichen Abschnitt bis nach Montpelier fahren die Züge auf der parallel und größtenteils in Sichtweite liegenden Bahnstrecke Montpelier Junction–Williamstown.

## Geschichte
Am 15. Juni 1888 gründete die Montpelier and Wells River Railroad (M&WR) eine Tochtergesellschaft, die Barre Branch Railroad, die einen Abzweig von der Hauptstrecke dieser Gesellschaft nach Barre mit Anschluss an die Strecke der Barre Railroad bauen sollte. Im Juli begannen die Bauarbeiten und am 1. Juni 1889 ging die Strecke in Betrieb. Die M&WR pachtete die Strecke von ihrer Eröffnung an und führte den Betrieb. 1913 ging die Strecke in das Eigentum der M&WR über. Die anfänglichen drei Zugpaare am Tag, die über die Strecke fuhren, erwiesen sich als nicht ausreichend, sodass ab 1891 neun Zugpaare verkehrten. Durch die Eröffnung der Straßenbahn Montpelier–Barre 1898 wurde das Zugangebot auf sechs Zugpaare reduziert. Haupttransportgut war neben den Fahrgästen der südlich von Barre abgebaute Granit.
Bereits am 29. Mai 1928 stellte die Bahngesellschaft den Personenverkehr ein, da die Züge der Central Vermont Railway, die auf der parallelen Strecke nach Montpelier Junction fuhren, bessere Umsteigemöglichkeiten zur Central-Vermont-Hauptstrecke boten und daher besser ausgelastet waren. 1945 kaufte die Barre and Chelsea Railroad die M&WR auf. Am 1. Januar 1957 übernahm die Montpelier and Barre Railroad die Bahnstrecke, nachdem die Hauptstrecke nach Wells River einige Wochen vorher stillgelegt worden war. Da diese Gesellschaft 1957 auch die parallele Bahnstrecke nach Montpelier Junction übernommen hatte, baute sie in Barre Transfer und in Höhe des heutigen Vermont Shopping Centers Gleisverbindungen ein und legte die jeweils parallelen Strecken still. Die Züge benutzen seitdem nur noch den Südteil der Strecke. Seit 1981 betreibt die Washington County Railroad den Güterverkehr.

## Streckenbeschreibung
Die in diesem Bereich stillgelegte Strecke zweigt am Knotenpunkt Barre Transfer von der ebenfalls stillgelegten Bahnstrecke Montpelier–Wells River ab. Heute wird der noch vorhandene Güterbahnhof Barre Transfer über ein Verbindungsgleis an die Bahnstrecke Montpelier Junction–Williamstown angeschlossen, die auf ganzer Länge parallel ebenfalls nach Barre verläuft. Die Trasse verläuft südlich bis zu einer Flussbiegung des Stevens Branch River, der parallel zur Strecke fließt. Kurz vor der Flussbiegung, etwa in Höhe des Vermont Shopping Centers, wurde 1957 ein Verbindungsgleis zur danebenliegenden Strecke eingebaut und seither fahren die Züge über dieses Verbindungsgleis. Nördlich davon fahren sie über die ehemalige CV-Strecke, südlich über die hier beschriebene Strecke nach Barre. Die Strecke verläuft nun weiter neben der North Main Street durch das Stadtgebiet von Barre. In Höhe 2. Straße gab es einen Industrieanschluss. Das Anschlussgleis überquerte den Fluss auf einer noch vorhandenen Brücke und endete in einem Industriegebiet auf der anderen Flussseite. Kurz vor dem Bahnhof Barre, an der Stelle, an der die Staatsstraße 62 endet, mündete bis 1957 die Bahnstrecke von Montpelier Junction und Williamstown ein. Die Strecke endet im Bahnhof Barre, jedoch schließt sich südlich die Bahnstrecke Barre–Graniteville der früheren Barre Railroad Company an.